# Aeródromo de Fuentemilanos

i7
i11
i13
Der Aeródromo de Fuentemilanos ist ein Flugplatz der allgemeinen Luftfahrt  in Zentralspanien. Er befindet sich im Gemeindegebiet von Fuentemilanos in der Provinz Segovia rund 20 Kilometer westlich der Hauptstadt Segovia.
Der Flugplatz ist nach den Regeln für Sichtflüge (VFR) für Leichtflugzeuge, Segelflugzeuge und Hubschrauber zugelassen. Auf dem Flugplatzgelände befindet sich neben drei Hangars der Tower, eine Tankstelle mit AV GAS 100 LL sowie das Wartungszentrum und die Flugschule der Betreibergesellschaft AERONÁUTICA DEL GUADARRAMA S.A. Die Towerfrequenz des kontrollierten Flugplatzes ist 123.40 MHz.
Neben dem Restaurant auf dem eingezäunten 32 Hektar großen Flugplatzgelände befindet sich ein Campingplatz, der neben den 72 Zeltplätzen sechs Bungalows beinhaltet.
Der Flugplatz wurde 1980 eröffnet, die Gründungsgeschichte geht auf die Initiative von Gerhart Berwanger zurück, dem langjährigen Leiter der Segelflugschule am Flugplatz Oerlinghausen in Deutschland.

## Trivia
Im Juni 2014 fanden auf dem Flugplatz die nationalen spanischen Segelflugmeisterschaften statt.